# Potoczek (Rościszów)
Potoczek (niem. Kaschbach) – część wsi Rościszów w Polsce, położona w województwie dolnośląskim, w powiecie dzierżoniowskim, w gminie Pieszyce. Wchodzi w skład sołectwa Rościszów.
W latach 1990–2015 w granicach miasta Pieszyce.
W latach 1975–1998 Potoczek należał administracyjnie do województwa wałbrzyskiego.